# Formica vaga
Formica vaga é uma espécie de formiga do gênero Formica, pertencente à subfamília Formicinae.